# Härnösands landsförsamling
Härnösands landsförsamling var en församling i Härnösands stift i Västernorrlands län, Ångermanland. Församlingen uppgick 1873 i Härnösands församling.

## Administrativ historik
Församlingen bildades tidigt genom en utbrytning ur Säbrå församling under namnet Härnö församling. 1586 utbröts Härnösands församling och nuvarande namn började användas vid sidan av det äldre. 
Församlingen var till 1586 annexförsamling i pastoratet Säbrå, Stigsjö och Härnö som åtminstone från 1531 också omfattade Häggdångers församling. Från 1586 till 1873 var den annexförsamling i pastoratet Härnösand och Härnö (Härnösands landsförsamling).  